# Julia Radziszewska
Julia Radziszewska (ur. 1919, zm. 2008) – polska historyczka. 

## Życiorys
Studia rozpoczęła w 1938 Uniwersytecie Jana Kazimierza we Lwowie, kontynuowała je w trybie tajnym, a magisterium uzyskała w 1946 roku na Uniwersytecie Jagiellońskim. Doktorat uzyskała w 1949 r. Pracowała jako nauczycielka w Liceum Sztuk Plastycznych w Krakowie. Była  asystentem w Seminarium Nauk Pomocniczych Historii, a od 1951 asystentem i następnie adiunktem w Katedrze Historii Średniowiecznej u Jana Dąbrowskiego. W 1963 została przeniesiona do Wyższej Szkoły Pedagogicznej w Katowicach (dzisiejszy Uniwersytet Śląski). Habilitację uzyskała na podstawie pracy Studia z dziejów ustroju Spisza. Dokonała odkrycia dzieła Macieja Stryjkowskiego O początkach, wywodach, działalnościach, sprawach rycerskich i domowych sławnego narodu litewskiego, żemojdzkiego i ruskiego (wyd. 1978). Pochowana na Cmentarzu wojskowym przy ul. Prandoty w Krakowie (pas D-wsch.-18).

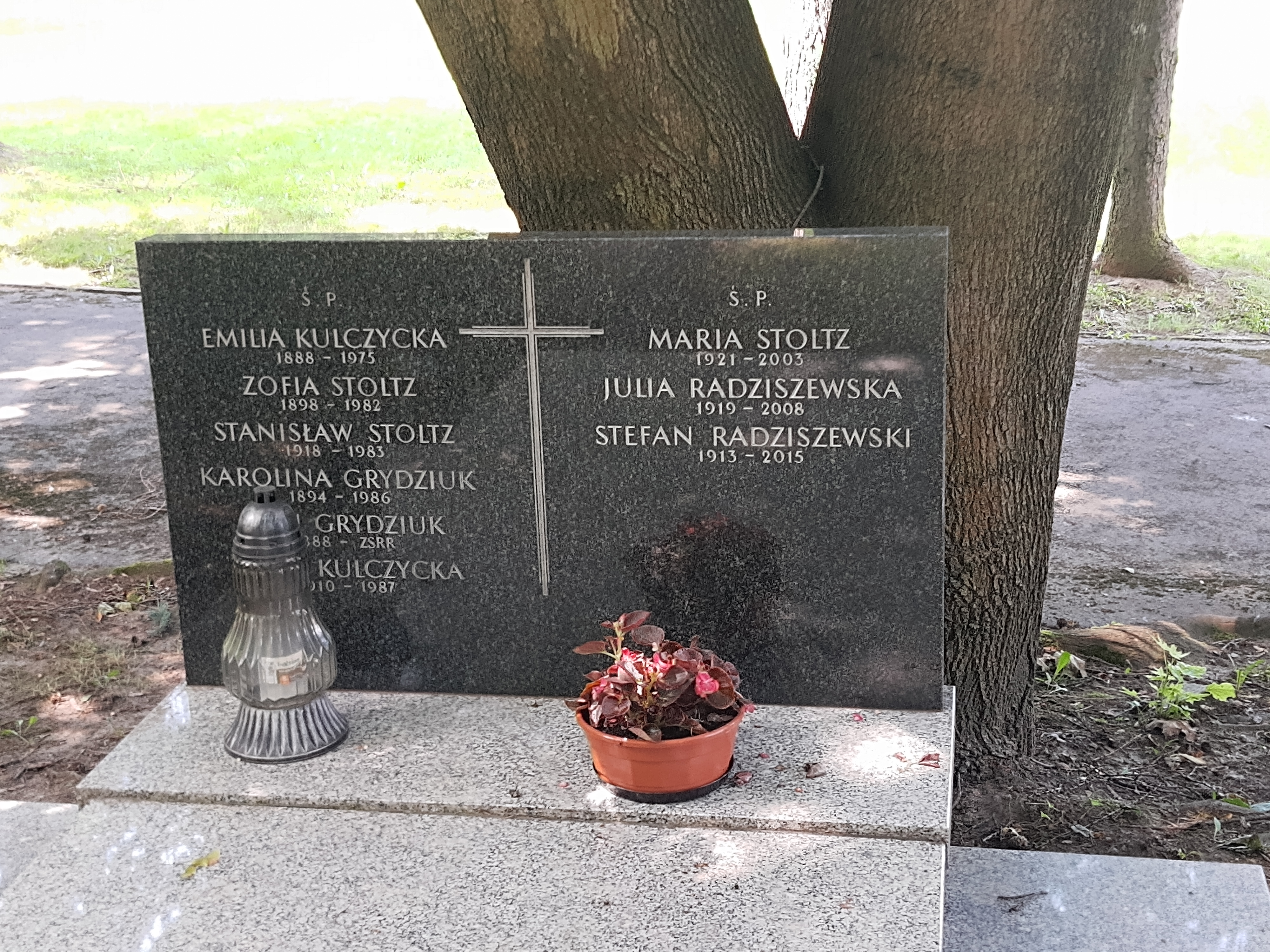
Grób Julii Radziszewskiej na cmentarzu przy Prandoty

## Wybrane publikacje
- Rozbiór krytyczny Annalium Poloniae Jana Długosza z lat 1445-1480, t. 2, red. nauk. Krystyna Pieradzka, oprac. St. Gawęda, K. Pieradzka, J. Radziszewska pod kier. Jana Dąbrowskiego, Wrocław: Zakład Narodowy im. Ossolińskich - Wydawnictwo Polskiej Akademii Nauk 1965.
- Studia z dziejów ustroju Spisza, Katowice: Uniwersytet Śląski 1969.
- Maciej Stryjkowski: historyk-poeta z epoki Odrodzenia, Katowice: Uniwersytet Śląski 1978.
- Maciej Stryjkowski, O początkach, wywodach, dzielnościach, sprawach rycerskich i domowych sławnego narodu litewskiego, żemojdzkiego i ruskiego, przedtym nigdy od żadnego ani kuszone ani opisane, z natchnienia Bożego a uprzejmie pilnego doświadczenia, oprac. wstępu i komentarza Julia Radziszewska, słownik i notę językową oprac. Maria Karpluk, przekł. wiersza Augustyna Rotundusa Jan Sękowski, przekł. tekstów łac. Maria Ściebora, przekł. tekstów lit. Jan Safarewicz, Warszawa: Państwowy Instytut Wydawniczy 1978.
- Studia spiskie, Katowice: Uniwersytet Śląski 1985.